# Nikolaj Ostrovskij
Nikolaj Alekseevič Ostrovskij, in russo Николай Алексеевич Островский? e in ucraino Микола Олексійович Остро́вський?, Mykola Oleksijovyč Ostrovs'kyj (Viliia, 29 settembre 1904 – Mosca, 22 dicembre 1936), è stato uno scrittore sovietico.
Nato a Viliia, nell'allora governatorato della Volinia, Ostrovskij fu esponente del realismo socialista, un movimento nato nell'Unione Sovietica negli anni '30, e militante nel Partito comunista sovietico. Rimase gravemente ferito il 19 agosto 1920 nel corso della guerra civile russa, cui partecipò come volontario. Successivamente, nel 1927, fu costretto a letto, non potendo più camminare a causa della progressione di una malattia spinale, probabilmente la spondilite anchilosante. L'anno successivo perse la vista a causa delle complicazioni dovute alla ferita riportata al fronte e al tifo che lo aveva colpito nel 1922. Nel 1932-1934 pubblicò il libro autobiografico, anche se non narrato in prima persona, Come fu temprato l'acciaio (Kak zakaljalas' stal'), considerato uno dei romanzi più importanti della letteratura comunista. Lasciò incompiuto un secondo romanzo (Roždenie burej, ossia Nascita della tempesta).